# ももドラ momo+dra
『ももドラ momo+dra』（ももドラ）は、2011年にテレ朝動画で配信された全5話のオムニバスドラマ。ももいろクローバーZのドラマ初主演作品である。メンバーの5人が演じる女子高生の通う「桃葉学園」を舞台にした青春学園ドラマ。日ごろグループのライブ演出を手がける佐々木敦規が監督を務めた。1話あたり15〜20分の作品。

## 配信・放映等
テレ朝動画で無料配信されていた。
| #     | タイトル                         | 主演       | 配信開始※      |
| ----- | -------------------------------- | ---------- | -------------- |
| 第1話 | episode.1 神様だって、           | 玉井詩織   | 2011年12月1日  |
| 第2話 | episode.2 姉カレ                 | 佐々木彩夏 | 2011年12月8日  |
| 第3話 | episode.3 コトダマ               | 有安杏果   | 2011年12月15日 |
| 第4話 | episode.4 色恋 〜colorful love〜 | 高城れに   | 2011年12月22日 |
| 第5話 | episode.5 お願い! DJ             | 百田夏菜子 | 2011年12月24日 |

※現在は配信されていないため、DVD & Blu-rayでのみ視聴が可能
- 2012年2月4日から1週間限定で映画館で上映された[2][3][4]。

- 2012年4月11日にはDVD & Blu-rayで発売された。未公開映像を加えた劇場公開バージョンを収録し、特典映像（DVDには54分、Blu-rayには95分）も収められた[5]。

- 2014年6月17日に、NHK BSプレミアムで放映された[6]。

## 出演者
- ももいろクローバーZ
百田夏菜子、玉井詩織、佐々木彩夏、有安杏果、高城れに
- 彩夏の姉 千雅：うえむらちか（第2話）
- 河本敦：大石悠馬（第4話）
- 瀬尾聡：健人（第5話）
- DJ：清野茂樹（第5話）

## 関連書籍
- テレ朝動画『ももドラ』オフィシャルビジュアルブック  ももいろクローバーZ 恋する制服 - インタビューやストーリーも掲載。電子書籍版もあり